# グレナダの海戦
グレナダの海戦 （グレナダのかいせん、英: Battle of Grenada）は、アメリカ独立戦争中盤の1779年7月6日に、イギリス領西インド諸島のグレナダ島海岸沖で、フランス海軍とイギリス海軍の間に行われた海戦である。ジョン・バイロン提督指揮下のイギリス艦隊がグレナダ島沖に到着し、島を占領したばかりのデスタン伯爵指揮下のフランス軍から取り返そうとした。
バイロンは戦力的に優位にあると思いこみ、グレナダの停泊地を離れたばかりのフランス艦隊に対して、総攻撃を命じた。イギリス艦隊の攻撃が秩序立っていなかったことと、戦力的にフランスが優位だったために、イギリス艦隊は大きな損傷を被った。ただし、艦船の沈没までは免れた。海軍歴史家のアルフレッド・セイヤー・マハンはこのイギリス艦隊の損失を「（1690年の）ビーチーヘッドの海戦以来の大変な惨事だ」と記した。フランスは勝利したにも拘わらず、それ以上攻撃を続けようとはせず、折角得られた戦術的優位を有効に使えなかった。

## 背景
1778年初期にフランスが仏米同盟によってアメリカ独立戦争に参戦した。フランス海軍のデスタン提督は1778年12月初旬に西インド諸島に到着した。その艦隊は12艦の戦列艦に多くの小艦艇が組み合わされていた。これと同じ頃、イギリスのウィリアム・ホザム提督が指揮する艦隊もカリブ海に到着しており、サミュエル・バーリントン提督指揮下の西インド諸島艦隊を補強した。イギリス艦隊は続いてフランスが保持していたセントルシアを占領した。このときはデスタンの艦隊が救援に駆けつけたが実らなかった。イギリスはデスタンが本拠地にしているマルティニーク島を監視するためにセントルシアを使った。
1779年1月、ジョン・バイロン提督指揮下の戦列艦10艦が到着し、イギリス艦隊はさらなる補強を受けた。バイロンがイギリス領リーワード諸島の指揮を引き継いだ。1779年の前半にフランスもイギリスもさらに補強されており、フランス艦隊がイギリス艦隊を凌ぐようになった。これに加えて、セントキッツ島に集結していたイギリス商船の船団をヨーロッパまで護送するために、バイロンが6月6日にセントルシアを離れたので、デスタンは自由に行動できるようになった。デスタンとマルティニーク総督のド・ブイエ侯爵はこのチャンスを捉えて、近くにあるイギリス領の島々への一連の作戦を開始した。
その最初の標的が、セントルシア島のすぐ南にあるセントビンセント島であり、これを6月18日に占領した後は他の島々に関心を移した。続いてイギリスの重要な拠点であるバルバドス諸島の占領を考えたが、この時点では東よりの貿易風が吹いていたために進むことができず、その代わりに矛先をグレナダに向けた。フランス艦隊は7月2日にグレナダに到着し、7月3日遅くからその守備隊主力に襲い掛かった。降伏の条件は7月4日に合意された。
バイロン提督は7月1日に、フランス軍によってセントビンセント島が占領されたことを知らされ、部隊を載せて島を取り返しに向かってた。さらにグレナダがフランス軍に攻撃されたのを知った時は、即座に進路を変更してフランス軍と対戦すべくグレナダに向かった。この時のイギリス艦隊は戦列艦21艦とフリゲート艦1艦で構成されていた。陸兵の輸送船を護送しており、フリゲート艦が足りなかったので、戦列艦3艦を輸送船の護送に宛てた。デスタンは7月5日にバイロン艦隊が近付いていることを知らされ、即座に部隊の大半を乗艦させた。その艦隊は戦列艦25艦と多くのフリゲート艦および小艦艇で構成されていた。バイロンはセントルシアを離れていた間に、フランス艦隊がヨーロッパからトゥーサン＝ジローム・ピケ・ド・ラ・モットの指揮する戦隊で補強され、戦力を増していたのを知らなかった。

## 海戦

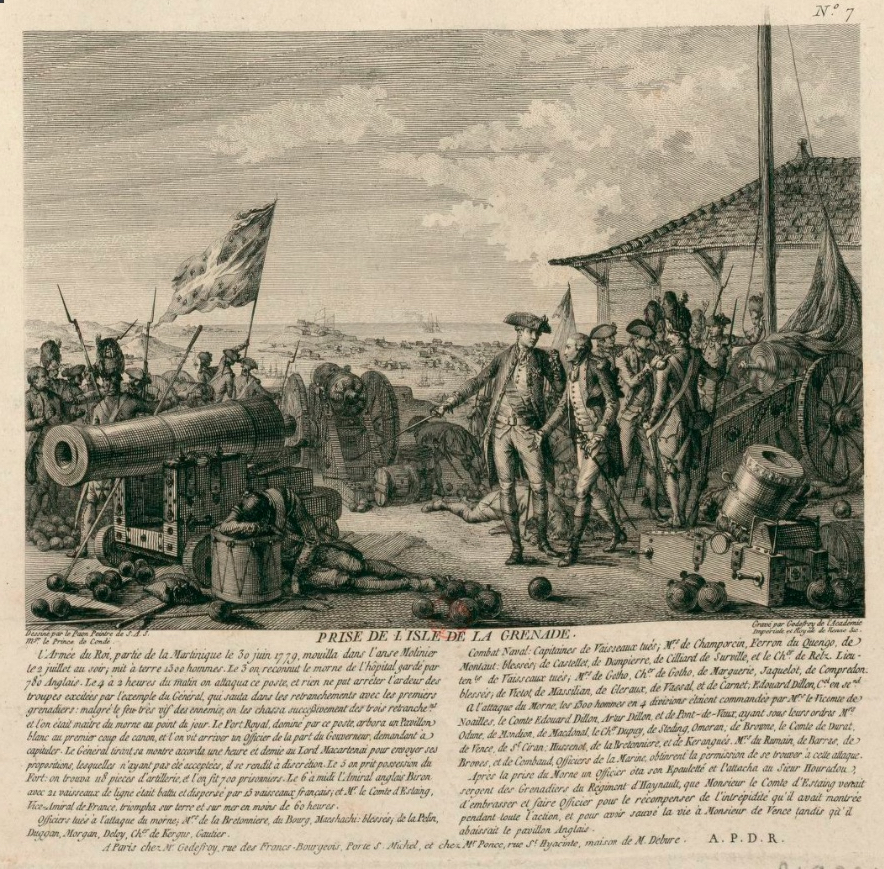
デスタン軍によるグレナダ島の占領

フランス艦隊はグレナダ島の南西にある首都セントジョージズ沖に碇泊していた。イギリス艦隊は7月5日の夜の間に島に接近してきていた。デスタンは、イギリス艦隊を視認した7月6日午前4時に碇を上げさせ、速度を出すために艦隊に戦列を組むよう命じた。これは通常の出港命令には無いやり方だった。艦隊はほぼ北方に向かった。停泊地では一団になっていた各艦がそれぞれ出て行ったので、フランス艦隊の真の勢力を隠す効果があった。バイロンは自艦隊の勢力が上回っていると信じており、北東から停泊地に近付くと、総攻撃を命じた。
バイロンはフランス艦隊の真の勢力に気付いたときに、戦闘隊形を組み直そうとした。その結果、イギリス艦隊の攻撃は統率が取れず、混乱した。HMSフェイム、HMSライアンなど4艦が主部隊から離れ、ひどい損傷を被った。ライアンは捕獲を免れるためにジャマイカまで遁走した。フランス艦隊は艦船を失わず、最後は戦いから手を引いた。イギリス艦隊の人的損失は戦死183名、負傷346名だった。フェイムでは戦死4名、負傷9名だった。フランス艦隊は190名が戦死、759名が負傷した。

## 海戦の後
デスタンは艦の修繕のためにグレナダに戻り、イギリス艦隊も同様にセントキッツに戻った。デスタンは西インド諸島海域で、その戦力的優位を生かす行動が取れなかった。バイロンは8月に母国に戻った。デスタンは9月にイギリスの支配するジョージア州サバンナを囲んだが、包囲戦は失敗した。その後デスタンも母国に戻った。

## 参戦した戦力
下記リストで（　）内は搭載砲門数と乗組員数を示す。
| イギリス海軍 前衛 HMS サフォーク (74 門, 617 名)、ヒュー・クロベリークリスチャン艦長、ジョシュア・ローリー少将指揮 HMS ボイン (70 門, 520 名)、ハーバート・ソーヤー艦長 HMS ロイアルオーク (74 門, 600 名)、トマス・フィッツハーバート艦長 HMS プリンスオブウェールズ (74 門, 600 名)、ベンジャミン・ヒル艦長、サミュエル・バーリントン中将指揮 HMS マグニフィセント (74 門, 600 名)、ジョン・エルフィンストーン艦長 HMS トライデント (64 門, 500 名)、アンソニー・ジェイムズ・パイ・モロイ艦長 HMS メドウェイ (60 門, 420 名)、ウィリアム・アフレック艦長 中衛 HMS フェイム (74 門, 600 名)、ジョン・ブッチャート艦長 HMS ノンサッチ (64 門, 500 名)、ウォルター・グリフィス艦長 HMS サルタン (74 門, 600 名)、アラン・ガードナー艦長 HMS プリンセスロイヤル (90 門, 770 名)、ウィリアム・ブレア艦長、 ジョン・バイロン 中将艦隊指揮 HMS アルビオン (74 門, 600 名)、ジョージ・ボーヤー艦長 HMS スターリングキャッスル (64 門, 500 名)、ロバート・カーケット艦長 HMS エリザベス (74 門, 600 名)、ウィリアム・トラスコット艦長 HMS アリアドネ (20 門, 160 名)、トマス・プリングル艦長（信号反復） 後衛 HMS ヤーマス (64 門, 500 名)、ナサニエル・ベイトマン艦長 HMS ライアン (64 門, 500 名)、 ウィリアム・コーンウォリス 艦長 HMS ビジラント (64 門, 500 名)、ディグビー・デント艦長 HMS コンカラー (74 門, 617 名)、ハリー・ハームード艦長、ハイド・パーカー少将指揮 HMS コーンウォール (74 門, 600 名)、ティモシー・エドワーズ艦長 HMS モンマス (64 門, 500 名)、ロバート・ファンショー艦長 HMS グラフトン (74 門, 600 名)、トマス・コリンウッド艦長 | フランス海軍 前衛 戦列艦 ゼレ (74門) ファンタスク (64門) マニフィーク (74門) トナン (80門) プロテクトゥール (74門) フィーア (50門) ドーフィンロワイヤル (70門) プロバンス (64門) プルデント フリゲート艦 ディリジェント (28門) フォーチュネー (32門) エリス (20門) コンコルド エトゥルディ ブランシェ 中衛 戦列艦 フェンダン (74門) アルテジアン (64門) フィーア・ロドリーグ (50門) エクター (74門) ラングドック (80門) ロビュステ (74門) バイラント (64門) サジテア (54門) ゲリエール (74門) フリゲート艦 アルクメーヌ (28門) チメーア (32門) イフィジェニー (32門) ライブリー (24門) セレス (18門) 後衛 戦列艦 スフィンクス (64門) ディアデーム (74門) アンフィオン (50門) マルセイエ (74門) セザール (74門) バンジュール (64門) レフレチ (64門) アンニバル (74門) フリゲート艦 アマゾン (32門) ブーデューズ (32門) その他の艦船 アラート (カッター 14門) メナジェール (フリュイ, 30門) バーリントン (スクーナー) |